# Phonographie

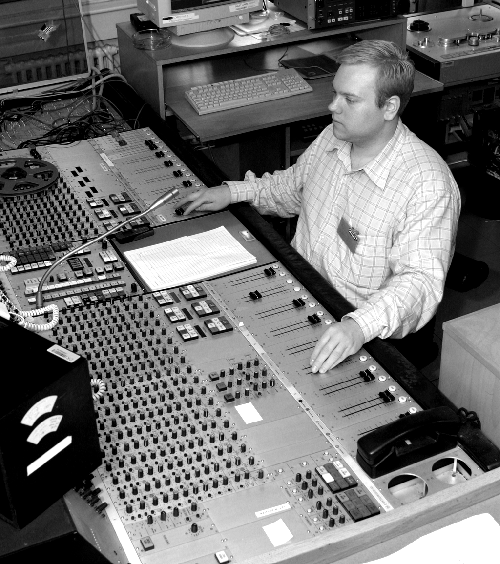
Ingénieur son sur console audio à la Danish Broadcasting Corporation

La phonographie, aussi appelée l'art phonographique ou le cinéma pour l'oreille, est une pratique musicale contemporaine héritière de la musique concrète, voulue comme la « version sonore de la photographie ».

## Son
La première utilisation du terme a parfois été attribuée au compositeur François-Bernard Mâche pour qualifier la présences d'enregistrements non retouchés dans les pièces de Luc Ferrari. Mâche considère que cet art est né en 1930 avec le film sans images Week-End de Walter Ruttmann, « un film entièrement composé d'enregistrements montés sur la piste sonore de la pellicule. »
À la fin des années 1980, les compositeurs Alain Savouret et Jean-Léon Pallandre commencent à utiliser ce concept, il s'agit de petites compositions sonores réalisées à partir de prises de sons dites événementielles, qu'ils comparent à des photographies d'art. Mais c'est à la fin des années 1990 que la phonographie est devenue un genre revendiqué à part entière, principalement en Europe et en Amérique du Nord.
Elle est alors ainsi définie par Yitzchak Dumiel, un musicien de Seattle à l'origine d'un mouvement de musique expérimentale aux États-Unis : « La phonographie (littéralement « écriture du son ») se rapporte à l'enregistrement d'environnements sonores existants. Elle nécessite la captation de tout événement qui puisse être reproduit et représenté de manière sonore. Des événements audibles sont choisis, classés par durée et méthode de capture, puis transposés dans un cadre particulier, qui distingue l'enregistrement lui-même de l'événement original durant lequel il a été capturé. De ce point de vue, la phonographie est semblable à toute autre forme d'enregistrement. Elle s'en distingue pourtant, dans la mesure où c'est la capture même du son qui prévaut sur sa production. Ce choix reflète une volonté de découvrir plutôt que d'inventer. »